# ナミビア大学
ナミビア大学（University of Namibia、UNAM)は、ナミビアの大学。ナミビア唯一の国立大学である。学生数は10400人、学長は前ナミビア大統領のサム・ヌジョマである。首都ウィントフックのパイオニアパーク地区にある。1990年のナミビア独立後ほどなくして、1992年8月31日にナミビア国会はナミビア大学の設立を認める議案を採択した。
ナミビア大学は農学及び天然資源学部、経済及び経営科学部、人文及び社会科学部、法学部、医学及び健康科学部、及び理学部の6学部体制で創立されたが、2008年1月に、それまで理学部に属していた工学及び情報科学部が独立し、7学部体制となった。
ナミビア大学は国内外の大学と学術交流を盛んに行っており、日本の大学では2009年5月18日に東京海洋大学と、2009年7月1日に工学院大学と学術交流協定を結んだ。

## 学部・組織
ナミビア大学は以下の学部・組織によって構成されている。
- 農学・天然資源学部
- 経済経営学部
  - 政治学科
- 教育学部
- 人文社会学部
- 法学部
- 医学部
- 理学部
- 工学・情報学部
- 看護学部
- 薬学部
- 保健学部
- 防衛学部
- 大学院